# Pünktlichkeit (Bahn)

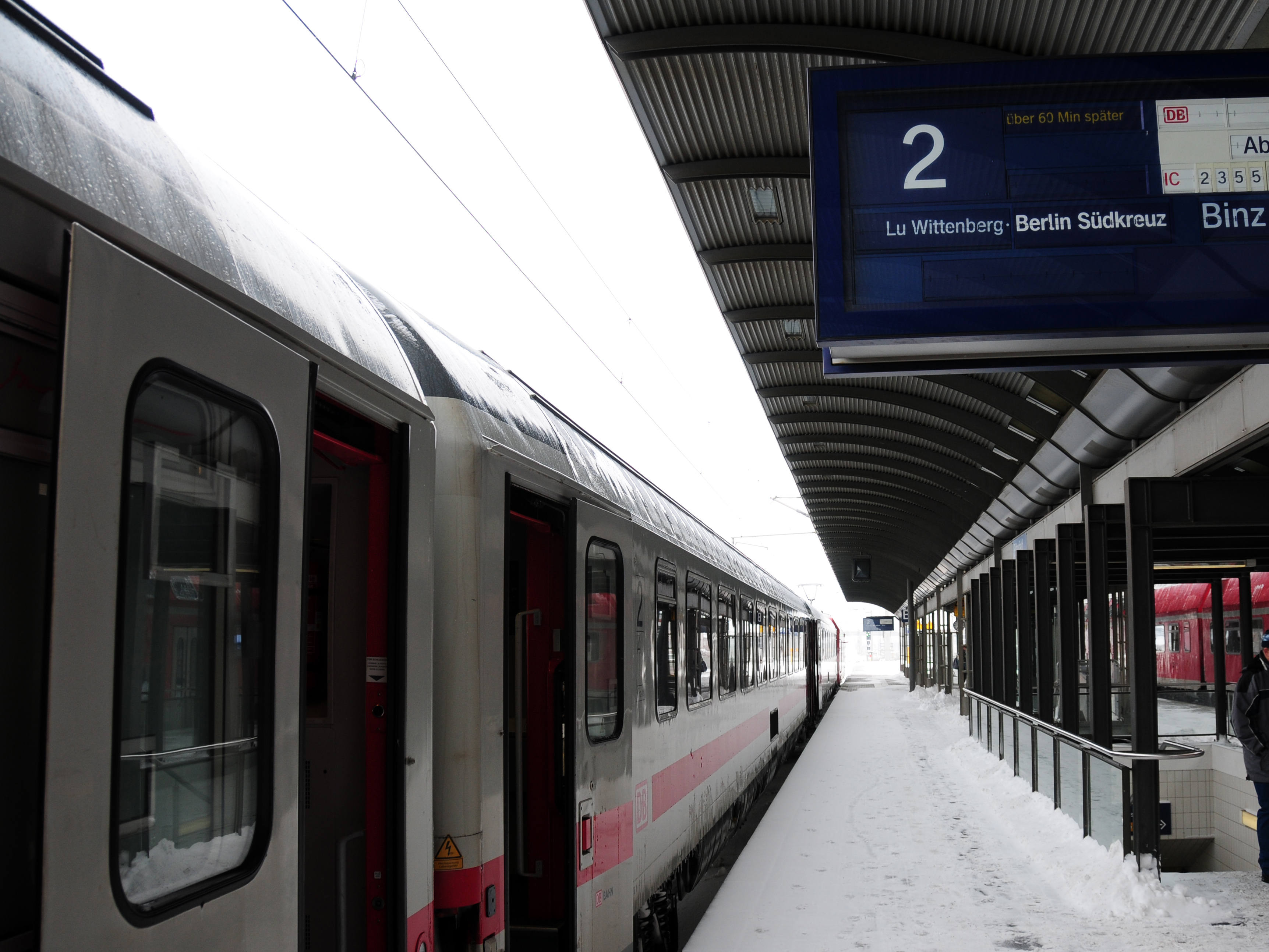
Verspätung im Winter wegen eingefrorener Weichen

Pünktlichkeit im Eisenbahnbetrieb bezeichnet, wie allgemein im Verkehrswesen, die Übereinstimmung von geplanten bzw. im Voraus veröffentlichten Abfahrts- und Ankunftszeiten (Fahrplan) mit den tatsächlich erreichten Ankunfts- und Abfahrtszeiten.

## Terminologie
Während im Allgemeinen unter Pünktlichkeit die Einhaltung eines zuvor festgelegten Sollzeitpunkts verstanden wird, gibt es im Verkehrsbereich eine differenzierte und mehrstufige Definition. So kann beispielsweise zwischen bloßen Verspätungen und Unpünktlichkeiten unterschieden werden, die auch Verfrühungen mit einschließen. Ebenfalls kann zwischen Unpünktlichkeiten an Messpunkten während der Fahrt oder solchen lediglich am Fahrtende unterschieden werden. Ferner sind unter anderem Normierungen, Rundungen und Gewichtungen möglich.
Erreicht ein Zug einen Bahnhof oder eine Betriebsstelle vor der im Fahrplan vermerkten Zeit, so spricht man von einer Verfrühung der Fahrt. In Österreich heißt dies Vorsprung. Im Fall, dass der Zug die Betriebsstelle erst nach der im Fahrplan vorgesehenen Zeit erreicht, spricht man von einer Verspätung des Zuges. Zu unterscheiden sind die Verspätungen in Ankunft und Abfahrt, da eine verspätete Ankunft an einer Betriebsstelle nicht zwangsläufig eine verspätete Abfahrt zur Folge hat (z. B. bei einem längeren Aufenthalt des Zugs im Bahnhof). Ebenso muss eine verspätete Abfahrt nicht zu einer verspäteten Ankunft woanders führen, da Züge unter gewissen Umständen eine entstandene Verspätung wieder aufholen können. Des Weiteren führt eine verfrühte Ankunft in der Regel nicht zu einer verfrühten Abfahrt, da Reisezüge im Allgemeinen bis zur fahrplanmäßigen Abfahrtszeit warten müssen.
Eine Verfrühung bzw. ein Vorsprung wird abgekürzt durch eine Minutenanzahl der Verfrühung mit vorangestelltem Minuszeichen geschrieben (z. B. −10 für zehn Minuten Verfrühung oder Vorsprung), eine Verspätung entsprechend mit einem Pluszeichen (z. B. +5 für fünf Minuten Verspätung).
Im allgemeinen Sprachgebrauch wird eine Ankunft vor der fahrplanmäßig festgelegten Zeit nicht als Unpünktlichkeit bezeichnet, da sie von der Mehrheit der Fahrgäste nicht als störend oder gar problematisch empfunden wird. Im tatsächlichen Betrieb können solche Situationen jedoch erhebliche Probleme verursachen.

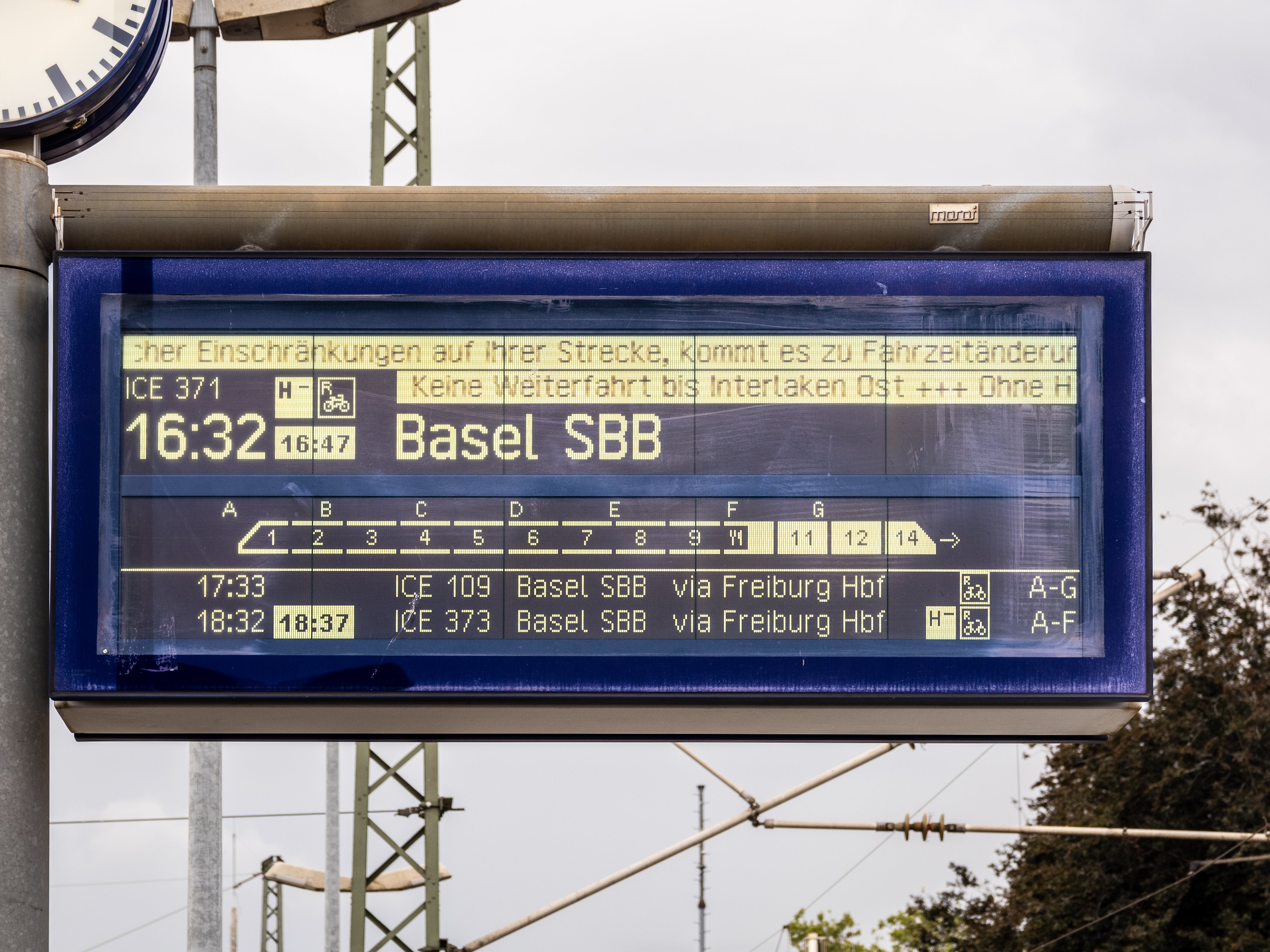
Unzuverlässige, verspätete DB-Züge sind auf dem Schweizer Bahnnetz nicht länger geduldet. Der ICE 371 endet in Basel SBB statt in Interlaken (2023)

Bei der Deutschen Bahn AG gelten Züge erst ab einer zu späten Ankunft über fünf Minuten und 59 Sekunden als verspätet. Bei der Berliner S-Bahn wird schon eine Ankunft oder Abfahrt, die mehr als zwei Minuten vom Fahrplan abweicht, als verspätet eingestuft. Die Höhe von Bonuszahlungen für 4500 Führungskräfte der Deutschen Bahn hängt unter anderem davon ab, wie pünktlich die Bahn unterwegs ist.
In Frankreich gibt es ein abgestuftes Modell: Bei Fahrten von weniger als 90 Minuten gilt ein TGV als verspätet, wenn er mehr als fünf Minuten nach seiner geplanten Ankunft eintrifft. Bis 180 Minuten müssen es mehr als 10 Minuten sein, bei einer Fahrzeit von über 180 Minuten gilt ein Zug bis 15 Minuten Verspätung noch als pünktlich. In Österreich und Portugal gelten Züge mit mehr als fünf Minuten als verspätet, in der Schweiz bereits ab drei Minuten. In allen anderen EU-Ländern gelten Züge erst 15 Minuten nach der planmäßigen Ankunft als verspätet.
Bei den japanischen Japan Railways (JR) gilt bereits eine Verspätung von einer Minute als Unpünktlichkeit. 2004 schaffte die JR Central über das ganze Jahr im Durchschnitt eine Verspätung auf der Tōkaidō-Shinkansen von lediglich 0,1 Minuten/Zug, Naturkatastrophen mit eingerechnet. Die Vergleichbarkeit mit dem Bahnverkehr in Deutschland ist allerdings eingeschränkt: Diese Strecke wird von keinen anderen Zügen befahren und die Gleise sind vollständig umzäunt. Zudem können Verspätungen aufgeholt werden, da die Reisegeschwindigkeit von 270 auf 300 km/h erhöht werden kann. Trotz alledem lag die durchschnittliche Verspätung auf dieser Strecke im Jahr 2011 bei 36 und im Jahr 2015 schon bei 54 Sekunden.

## Signalisierung und Fahrgastinformation

### Signalisierung

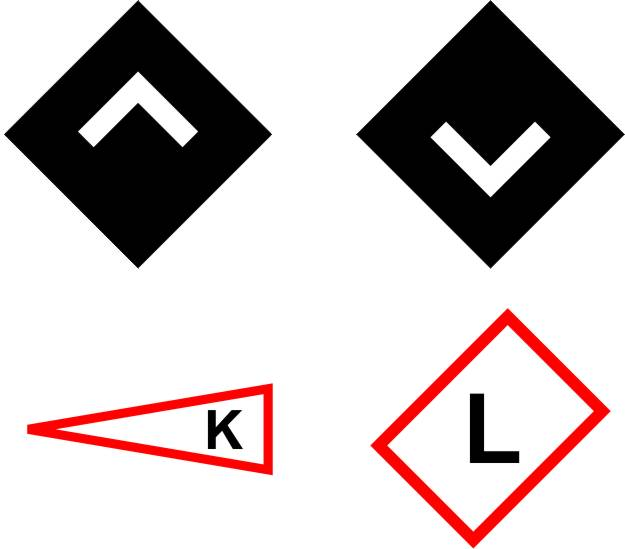
Die Signale Zs4 (links) und Zs5 (rechts) als Lichtsignal (oben) und Formsignal (unten)

Zur Beeinflussung der Pünktlichkeit von Zügen wurden in früheren Zeiten spezielle Signale verwendet, die aus beschrifteten Blechtafeln bestehen und vom Fahrdienstleiter aus dem Fenster eines Stellwerks dem Triebfahrzeugführer präsentiert wurden. In der Form der K-Scheibe als Dreieck und der L-Scheibe als auf der Spitze stehendes Rechteck wurden sie bei der Deutschen Reichsbahn 1934 eingeführt. Zugbahnfunk oder durch fest an der Strecke installierte Lichtsignale haben diese Form der Signalisierung ersetzt. Aus dem heutigen Bahnbetrieb sind diese Signale verschwunden.
In Deutschland gab es die folgenden beiden Signalisierungen:
- Fahrzeit kürzen (Zusatzsignal Zs 4 (Beschleunigungsanzeiger bzw. K-Scheibe) bezeichnet): Dieses Signal besteht aus einem weißen, spitzwinkligen Dreieck mit rotem Rand und einem aufgedruckten, schwarzen „K“. Es wies den Triebfahrzeugführer an, die maximal zulässige Höchstgeschwindigkeit seines Zuges und der Strecke voll auszufahren, um nachfolgende Züge nicht zu behindern. Das entsprechende Lichtsignal zeigte einen weiß leuchtenden Winkel mit der Spitze nach oben.
- Langsamer fahren (Zusatzsignal Zs 5, Verzögerungsanzeiger bzw. L-Scheibe): Dieses Signal bestand aus einem weißen schräg stehenden Rechteck mit rotem Rand und einem aufgedruckten schwarzen „L“ und weist den Triebfahrzeugführer an, seine Geschwindigkeit auf 70 Prozent der Fahrplangeschwindigkeit zu reduzieren, um ein Anhalten vor einem durch einen vorausfahrenden Zug belegten Zugfolgeabschnitt zu vermeiden. Das entsprechende Lichtsignal zeigte einen weiß leuchtenden Winkel mit der Spitze nach unten.

Die Aufnahme dieser Signale musste durch den Triebfahrzeugführer durch einen Achtungspfiff (Zp 1) bestätigt werden.

### Fahrgastinformation

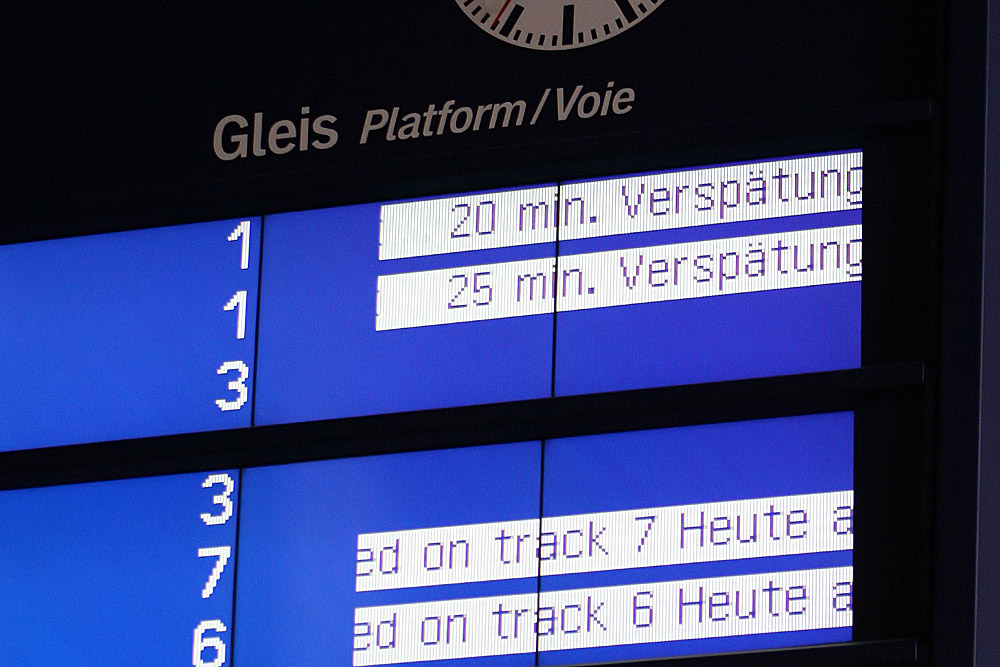
Verspätungsanzeigen auf einer Abfahrtstafel

Fahrgäste werden im Allgemeinen durch elektronische oder mechanische Anzeigetafeln und andere Fahrgastinformationssysteme über die Pünktlichkeit ihrer Bahn informiert. In modernen Systemen ist die Anzeige der Verspätung über Datenverbindungen mit dem Zugleitsystem verbunden. Hierdurch ist eine Übertragung der Pünktlichkeitsdaten in Echtzeit möglich.
Darüber hinaus werden Reisende nicht nur an größeren Bahnhöfen mittels Lautsprecherdurchsagen oder Schriftanzeigen auf Unpünktlichkeiten der Züge hingewiesen.
Zur Beantwortung von Kundenanfragen steht den Mitarbeitern der DB das Reisenden-Informationssystem RIS zur Verfügung, das neben den Informationen auf der Website der Deutschen Bahn detaillierte Informationen zu Ursache, Entwicklung und Höhe von Verspätungen bereithält.

## Problematik
Unpünktlichkeiten von Zügen ziehen nicht nur Verärgerung der Fahrgäste nach sich, sondern führen zu einer ganzen Reihe von weiteren Problemen. Zu den von Fahrgästen wahrgenommenen Problemen zählen insbesondere:
- Anschlussverlust bei der Weiterreise, die zu einer erheblichen Gesamtverspätung des Fahrgastes an seinem Zielort führen kann. Unter Umständen ist sogar eine zusätzliche Übernachtung erforderlich, wenn der letzte Zug einer Verbindung verpasst wurde.
- Unpünktlichkeit bei Terminen
- Überfüllung und chaotische Zustände an Bahnhöfen und in einzelnen Zügen, wenn viele Züge unpünktlich sind

In der Betriebsführung des Eisenbahnnetzes führen Unpünktlichkeiten (sowohl Verspätungen als auch Verfrühungen) zu erheblichen Problemen, darunter:
- Verspätungen einzelner Züge ziehen nicht selten eine Kettenreaktion nach sich, da sie aufgrund der Eigenschaften eines Schienennetzes auch dahinter befindliche sowie auf eingleisigen Strecken auch entgegenkommende Züge behindern und diese somit ebenfalls unpünktlich werden.

- Wegen Anschlussaufnahme müssen an Umsteigebahnhöfen Züge auf einen verspäteten Zug warten, da Fahrgäste des unpünktlichen Zuges in diese Züge umsteigen möchten.

- Verfrühungen (Vorsprungfahrten) verursachen durch „Auflaufen“ des Zuges auf langsamere, davor fahrende Züge häufige, teils starke Bremsungen und Signalhalte, die sich nicht nur negativ auf den Fahrkomfort, sondern auch auf den Energieverbrauch sowie den Verschleiß am Rollmaterial auswirken.

- Große Verspätungen können durch einen anschließenden Übergang von Zuggarnituren (etwa beim Wenden einer Zuggarnitur in einem Endbahnhof), Triebfahrzeugen oder Fahrpersonal auf weitere Züge diese ebenfalls verspäten.

Die zuletzt aufgeführten Probleme treten im Übrigen nicht nur an den vom Fahrgast wahrgenommenen Betriebsstellen (Bahnhöfe oder Haltepunkte) auf, sondern können auch auf im Fahrzeitenheft aufgeführte Betriebsstellen zutreffen. Eine Zugfahrt zwischen zwei Bahnhöfen, die vom Fahrgast als pünktlich wahrgenommen wird, muss nicht zwangsläufig tatsächlich pünktlich gewesen sein, da an dazwischenliegenden Betriebsstellen (Blockstellen, Überholbahnhöfe etc.) Verfrühungen oder Verspätungen aufgetreten sein können.

## Maßnahmen zur Sicherstellung von Pünktlichkeit
Von den Bahngesellschaften werden beispielsweise die folgenden Maßnahmen ergriffen, um die Pünktlichkeit ihrer Züge weitestgehend sicherzustellen:
- Spielraum bei der Fahrplangestaltung: Die Fahrzeiten von Zügen werden bewusst länger als unbedingt nötig gehalten, um geringfügige Verspätungen besser abpuffern zu können. Pünktliche Züge verkehren dann mit einer geringeren als der zulässigen Streckenhöchstgeschwindigkeit, was sich zusätzlich günstig auf den Energieverbrauch auswirkt.[11][12] Im Juli 2018 wurde bekannt, dass die Bahn die Spitzengeschwindigkeit ihrer ICE-Züge der 4. Generation von 250 auf 265 km/h anheben will.[13]
- Fahrplaninformationen: Knappe Anschlussverbindungen mit weniger als fünf Minuten Umsteigezeit werden in Deutschland in Fahrplaninformationssystemen meist nicht aufgelistet, um Folgeverspätungen durch Anschlussaufnahmen zu reduzieren. Gesicherte Anschlüsse, die als solche gekennzeichnet werden, haben in Deutschland üblicherweise eine Umsteigezeit von bis zu 15 Minuten.
- Anschlussverlust: Bei erheblichen Verspätungen eines einzelnen Zuges werden auch gesicherte Anschlüsse aufgegeben, da für die verspäteten Anschlussreisenden entweder eine zumutbare Alternative (z. B. ein später fahrender Zug) existiert oder aber durch wenige verspätete Umsteiger nicht die Verärgerung vieler, durch die Anschlussaufnahme in Mitleidenschaft gezogenen Reisenden verursacht werden soll.
- Zugpriorität: Fährt ein schnellerer Zug mit Verspätung hinter einem langsameren oder sogar pünktlichen Zug, so wird der langsamere Zug vielfach an einer geeigneten Betriebsstelle angehalten, um dem schnelleren Zug den Vorrang zu gewähren und das Aufholen der Verspätung zu ermöglichen, auch wenn dadurch eine Verspätung des langsameren (von der Zuggattung meist niedriger eingestuften) Zugs verursacht wird.
- Überholen: Sofern die Strecke über Ausweichstellen verfügt oder für Gleiswechselbetrieb geeignet ist, kann ein schnellerer Zug einen langsameren überholen.
- Fahrzeitreserven nutzen: Im Oktober 2017 startet die Deutsche Bahn einen Versuch, bei dem auf ausgewählten Strecken Züge auch vor Fahrplan unterwegs sein können. Zeigt der Bordcomputer an, dass die Leistung des Zuges zum Energiesparen reduziert werden kann, soll der Triebfahrzeugführer diese Empfehlung ignorieren.[2] Die Bahn kehrte nach Auswertung des Tests wieder zur gewohnten Fahrweise zurück, weil die Pünktlichkeit sich nicht verbesserte. Der Zeitgewinn, der auf der Strecke erzielt wurde, sei vor den großen Knotenbahnhöfen, etwa Hannover oder Frankfurt am Main, wieder aufgezehrt worden.[14]
- Kapazitätsteams einsetzen: Für die Strecke von Köln nach Dortmund und ab November 2018 auch für die Strecke von Mannheim nach Fulda sollen sogenannte Kapazitätsteams ihren Dienst aufnehmen, die die Abfertigung von verspäteten Zügen beschleunigen und damit für mehr Pünktlichkeit sorgen sollen.[15]
- Fahrassistenzsysteme für die Triebfahrzeugführer: Die Puffer und Reserven müssen sinnvoll im Betrieb aktiviert bzw. Züge auf deren Nutzung hin gesteuert werden. Dies kann etwa durch übergreifende Dispositionsregime erfolgen oder den Ausbau von Fahrassistenzsystemen für den Triebfahrzeugführer.[16]

## Ursachen von Unpünktlichkeit
Als Ursachen von Unpünktlichkeit kommen insbesondere die folgenden Vorkommnisse in Frage:
- Fahrzeugstörungen: Technische Störungen an Triebfahrzeugen oder Wagen können die Weiterfahrt eines Zuges verzögern oder ganz unmöglich machen.
- Signalstörungen: Störungen an der Leit- und Sicherungstechnik (Signaltechnik) haben meistens zur Folge, dass die Kapazität bestimmter Gleise oder Strecken vorübergehend eingeschränkt wird. Oftmals ist auch ein zeitaufwändiges Ausstellen von Befehlen oder die Anordnung von Langsamfahrten notwendig.
- Schäden am Fahrweg: Hierzu gehören einerseits kurzfristige Sperrungen und Langsamfahrstellen (z. B. durch Schienenbruch), aber auch längerfristige Schäden (z. B. Gleisabsackungen, Brückenmängel), die oftmals erst nach mehreren Jahren repariert werden. Die langfristigen Langsamfahrstellen können aber erst beim nächsten Fahrplanwechsel berücksichtigt werden, bis dahin erhalten die Züge regelmäßig eine Verspätung. 2012 verursachte der Diebstahl von Kabeln und anderen Metallteilen auf den deutschen Strecken insgesamt 4000 Stunden Verspätung.[17]
- Baustellen: Baustellen führen häufig durch Langsamfahrstellen und Gleissperrungen zu Verspätungen.
- Unfälle/Notfälle: Bei Unfällen des Zuges oder Notfällen im Zug (z. B. medizinischer oder sicherheitstechnischer Art) kommt es zu den größten Unpünktlichkeiten, die sich meist auch auf viele andere, nicht direkt betroffene Züge auswirken.
- Verzögerungen beim Fahrgastwechsel: Bei erhöhtem Fahrgastandrang kann der Fahrgastwechsel länger dauern als im Fahrplan vorgesehen. Auch das Verladen von vielen Fahrrädern oder das Blockieren von Türen durch Fahrgäste kann den Bahnsteigaufenthalt eines Zuges unvorhergesehen verlängern. Im Zuge der Coronaviruskrise identifizierte die Deutsche Bahn zu lange Haltezeiten als Kerngrund für Verspätungen – die Züge waren wegen des Fahrgastrückgangs im April 2020 überproportional pünktlich. Neben der Netzauslastung sei der schnellere Fahrgastwechsel an den Bahnhöfen der Haupttreiber für die Pünktlichkeit. Die Haltezeiten vor allem bei "Metropolenverkehren” zu optimieren, könne daher zu einer massiven Verbesserung der Pünktlichkeit führen.[18]
- Umlaufgestaltung: An den Endbahnhöfen reicht die Zeit zum Wenden, also zur Abfahrt des Folgezuges, nicht aus, um eine Ankunftsverspätung zu kompensieren. Dadurch wird bei der neuen Zugfahrt bereits am Startbahnhof eine Erstverspätung „mitgenommen“.
- Fehlendes Personal: Krankheitsfälle sowie verspätete Ankunft des Personals können dazu führen, dass ein Zug nicht losfahren kann/darf.

## Haftung
In Deutschland haftet die Eisenbahn bei Verspätung oder Ausfall nur dann, wenn die Fahrt nicht am selben Tag fortgesetzt werden kann, und nur in Höhe der Übernachtungs- und Benachrichtigungskosten. Das ist die gesetzliche Regelung nach § 17 Eisenbahn-Verkehrsordnung. Viele Eisenbahnen leisten jedoch freiwilligen Schadenersatz, indem sie Mehrkosten für andere Züge, Busse und Taxis übernehmen.

### Fahrpreiserstattung
Bereits zu Beginn des 20. Jahrhunderts sahen die deutsche Verkehrsordnung, das österreich-ungarische Betriebsreglement sowie die Vorschriften des VDEV eine Fahrgelderstattung bei Zugverspätung oder nicht erreichten Anschlusszügen vor.
Seit 4. Dezember 2009 erhält der Fahrgast in allen nationalen und internationalen Zügen innerhalb der Europäischen Union ab 60 Minuten Verspätung eine Fahrpreisentschädigung in Höhe von 25 % des Fahrpreises, ab 120 Minuten von 50 % des Fahrpreises. Die Entschädigung erfolgt auf seinen Wunsch in Geld. Das schreibt die Verordnung (EG) Nr. 1371/2007 des Europäischen Parlaments und des Rates vom 23. Oktober 2007 über die Rechte und Pflichten der Fahrgäste im Eisenbahnverkehr (HTML PDF (PDF)) vor.
Davor gab es eine Fahrpreiserstattung, ohne dass dem Fahrgast ein finanzieller Schaden entstanden war, in Deutschland nur in wenigen Fällen:
- Der Aachener Verkehrsverbund gewährte von 2002 bis Ende 2009 Bus- und Bahnreisenden einen Freifahrtschein, wenn der Bus oder die Bahn am Abfahrtsbahnhof mehr als 20 Minuten Verspätung hatte.[20]
- Der Verkehrsverbund Hannover gewährt Bus- und Bahnreisenden einen Freifahrtschein, wenn der Bus oder die Bahn um mehr als 20 Minuten später das Ziel erreicht, als der aktuelle Fahrplan vorgibt.[21]
- Eine Erstattung bei Verspätung erhalten Bahnreisende im Nahverkehr in Schleswig-Holstein seit 28. Mai 2006[22], in Bayern seit 1. Mai 2007[23] sowie in Sachsen, Sachsen-Anhalt und Thüringen seit 1. Januar 2008[24]; bei mehr als 60 Minuten Verspätung am Zielbahnhof beträgt die Erstattung 25 % des Fahrpreises, bei mehr als 120 Minuten 50 %, in Form eines Gutscheins.
- Bei grenzüberschreitenden Bahnfahrten mit Beginn und Ende der Fahrt innerhalb der EU, Norwegens oder der Schweiz[25] sowie bei Fernverkehrszügen innerhalb Deutschlands[26] erhält der Reisende einen Reisegutschein im Wert von 20 % des Fahrscheins, wenn ein Tageszug mehr als 60 Minuten oder ein Nachtzug mehr als 120 Minuten verspätet ist.

## Historisches
Bereits der Eröffnungszug der Liverpool and Manchester Railway kam am 15. September 1830 nach dem Eisenbahnunfall von Parkside in Manchester mit zweieinhalb Stunden Verspätung an.